# Tussenstop
Een tussenstop is een onderbreking tijdens een reis op een plek die op het traject van de route ligt. De term wordt zowel gebruikt voor het personen- of openbaar vervoer als het eigen vervoer.
Wanneer bijvoorbeeld een reis van Amsterdam per vliegtuig naar Los Angeles wordt gemaakt, waarbij onderweg drie dagen wordt gestopt in New York, dan wordt New York gezien als een tussenstop. Wanneer er in New York wordt overgestapt en direct doorgevlogen, dan is er sprake van een tussenlanding.
Daarnaast wordt de term tussenstop gebruikt als onderbreking bij een lange autorit. Naast een rustpauze bij een parkeerplaats, wordt hier ook een overnachting onderweg onder verstaan.